# Linay
Linay és un municipi francès situat al departament de les Ardenes i a la regió del Gran Est. L'any 2007 tenia 240 habitants.

## Demografia

### Població
El 2007 la població de fet de Linay era de 240 persones. Hi havia 88 famílies de les quals 20 eren unipersonals (8 homes vivint sols i 12 dones vivint soles), 24 parelles sense fills, 32 parelles amb fills i 12 famílies monoparentals amb fills.
La població ha evolucionat segons el següent gràfic:
Habitants censats

### Habitatges
El 2007 hi havia 101 habitatges, 90 eren l'habitatge principal de la família, 4 eren segones residències i 8 estaven desocupats. 97 eren cases i 4 eren apartaments. Dels 90 habitatges principals, 69 estaven ocupats pels seus propietaris, 19 estaven llogats i ocupats pels llogaters i 2 estaven cedits a títol gratuït; 1 tenia dues cambres, 14 en tenien tres, 18 en tenien quatre i 57 en tenien cinc o més. 58 habitatges disposaven pel capbaix d'una plaça de pàrquing. A 37 habitatges hi havia un automòbil i a 40 n'hi havia dos o més.

### Piràmide de població
La piràmide de població per edats i sexe el 2009 era:
| Homes | Edats   | Dones |
| ----- | ------- | ----- |
| 0     | 95 o +  | 0     |
| 0     | 90 a 94 | 4     |
| 0     | 85 a 89 | 4     |
| 4     | 80 a 84 | 0     |
| 0     | 75 a 79 | 0     |
| 0     | 70 a 74 | 16    |
| 4     | 65 a 69 | 8     |
| 4     | 60 a 64 | 4     |
| 0     | 55 a 59 | 4     |
| 8     | 50 a 54 | 0     |
| 12    | 45 a 49 | 8     |
| 4     | 40 a 44 | 8     |
| 8     | 35 a 39 | 8     |
| 8     | 30 a 34 | 0     |
| 4     | 25 a 29 | 8     |
| 8     | 20 a 24 | 16    |
| 4     | 15 a 19 | 20    |
| 8     | 10 a 14 | 4     |
| 8     | 5 a 9   | 4     |
| 4     | 0 a 4   | 8     |

## Economia
El 2007 la població en edat de treballar era de 148 persones, 104 eren actives i 44 eren inactives. De les 104 persones actives 91 estaven ocupades (55 homes i 36 dones) i 13 estaven aturades (5 homes i 8 dones). De les 44 persones inactives 6 estaven jubilades, 12 estaven estudiant i 26 estaven classificades com a «altres inactius».

### Ingressos
El 2009 a Linay hi havia 89 unitats fiscals que integraven 240 persones, la mediana anual d'ingressos fiscals per persona era de 13.060 €.

### Activitats econòmiques
L'únic establiment que hi havia el 2007 era d'una empresa de transport.

## Poblacions més properes
El següent diagrama mostra les poblacions més properes.